# Mare de Déu dels Àngels de Casserres
Mare de Déu dels Àngels de Casserres és l'església parroquial del poble de Casserres, al Berguedà. És un edifici inclòs en l'Inventari del Patrimoni Arquitectònic de Catalunya.

## Descripció
És una església de planta llatina de tres naus amb capelles a les naus laterals, coberta amb volta de canó i transsepte força ample. És al centre del nucli antic, flanquejada per tot un seguit d'habitatges que en tapen l'estructura. La façana principal, a ponent, presenta signes de l'arrencada de l'arc de la primera capella del segle xiv, al costat de la porta d'accés, força senzilla, allindada i amb un frontó triangular on hi ha un nínxol que possiblement tenia una imatge, avui perduda. Al mateix costat dret també veiem una torre campanar de secció quadrada rematada amb barana balustrada, obra també posterior amb un parament lleugerament divers. Hi ha poques obertures, de molt petites dimensions i allindanades la major part. Conserva l'altar barroc de la Mare de Déu dels Àngels, fet l'any 1704.

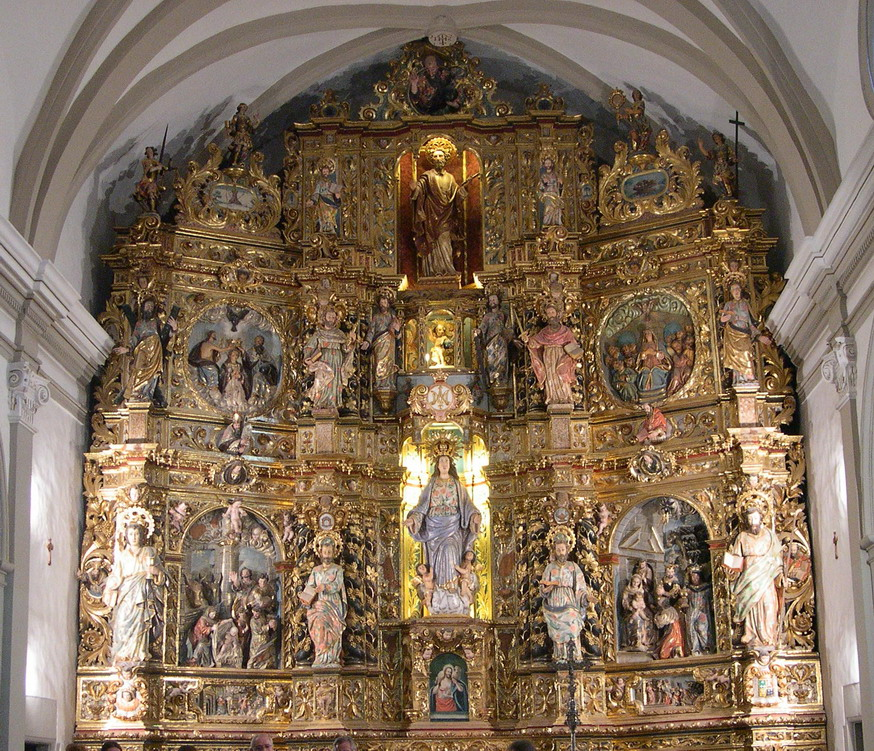
Retaule barroc de l'església de la Mare de Déu dels Àngels de Casserres

## Història
L'església parroquial de Casserres era dedicada a Sant Pau, molt allunyada del nucli urbà. Aquesta zona era en un procés de creixement enorme, tant que tenia el malnom del barri de Casserres. A final del segle xiv per poder fer el servei religiós en aquesta zona s'edificà la capella de l'àngel. A partir de 1380 comencem a tenir constància de donacions i censals a finançar-ne la construcció. Aquesta quedà destruïda arran de les obres de la nova església, amb la mateixa advocació que es començà el 1681, comissionada pel senyor de Casserres, marquès de Marimón, el seu administrador Russinyol i Francesc Niubó als Bernadàs, aquests dos últims enterrats davant del presbiteri. El 1704 es consagrà l'altar major sota l'advocació de la Mare de Déu dels Àngels, d'autor anònim, i de fet, és l'únic que es conserva d'entre tots els que eren a les capelles laterals, etc.